# Thomas Johansson (tenisač)
Karl Thomas Conny Johansson, švedski tenisač, * 24. marec 1975, Linköping, Švedska.
Thomas Johansson je nekdanja številka sedem na moški teniški lestvici in zmagovalec enega posamičnega turnirja za Grand Slam. Uspeh kariere je osvojil z zmago na turnirju za Odprto prvenstvo Avstralije leta 2002, ko je v finalu premagal Marata Safina v štirih nizih. Na turnirjih za Odprto prvenstvo Anglije se je najdlje uvrstil v polfinale leta 2005, na turnirjih za Odprto prvenstvo ZDA v četrtfinale v letih 1998 in 2000, na turnirjih za Odprto prvenstvo Francije pa v drugi krog v letih 1996, 2000, 2002 in 2005. Najvišjo uvrstitev na moški teniški lestvici je dosegel s sedmim mestom, ki ga je zasedal 10. maja 2002. Dvakrat je nastopil na olimpijskem turnirju, na katerem je leta 2008 osvojil srebrno medaljo v moških dvojicah skupaj s Simonom Aspelinom.

## Posamični finali Grand Slamov (1)

### Zmage (1)
| Leto | Turnir                      | Nasprotnik v finalu | Rezultat finala         |
| 2002 | Odprto prvenstvo Avstralije | Marat Safin         | 3–6, 6–4, 6–4, 7–6(7–4) |